# 第二六一海軍航空隊
第二六一海軍航空隊(だい261かいぐんこうくうたい）は、日本海軍の部隊の一つ。絶対国防圏防衛の主力戦闘機隊として、太平洋戦争終盤に最前線で護衛・迎撃・戦闘行動に従事した。通称「虎部隊」。

## 沿革
基地航空隊として整備完成を急いでいた第一航空艦隊の一翼を担う戦闘機隊の一つとして整備され、鹿児島飛行場で編制された。絶対国防圏の策定に合わせ、一航艦のマリアナ諸島前進命令に従いマリアナ入り。以後、マリアナ諸島・パラオ諸島での防空戦に投入された。
- 昭和18年（1943年）

6月1日　開隊。第一航空艦隊第六一航空戦隊。
- 昭和19年（1944年）

2月22日　香取飛行場発、68機で硫黄島経由でサイパン島に進出。
3月30日　パラオ大空襲に対応し、パラオ諸島方面の機動部隊攻撃に向かう第五二二海軍航空隊の彗星12機を55機で護衛。会敵せずペリリュー島着。
3月31日　ペリリュー島上空で敵戦闘機隊と交戦。23機撃墜・28機喪失。残存機はサイパン島に帰還。
4月8日　分遣隊12機メレヨン島に進出。
4月18日　メレヨン島空襲、機体喪失。
4月23日　メレヨン島に27機増援。
　　　　この間、マリアナ諸島付近の防空に従事。
6月2日　渾作戦発動のため27機をハルマヘラ島ワシレに派遣。さらにヤップ島に進出。
6月11日　サイパン島に敵機動部隊接近、第二五六海軍航空隊12機と共同で零戦8機で邀撃。5機喪失、残存機はグァム島着。
6月12日　13機で邀撃。12機喪失。
6月15日　ヤップ島より機動部隊攻撃に向かう第五二一海軍航空隊の銀河10機を4機で護衛。3機喪失、残存機はグァム島着。
6月17日　ヤップ島より機動部隊攻撃に向かう彗星17機・銀河2機を31機で護衛。16機喪失。
6月18日　パラオ諸島より機動部隊攻撃に向かう彗星2機・銀河8機・爆装零戦20機を28機で護衛。13機喪失、残存機はグァム島着。
　　　　　　　　　　　グアム島より4機で出撃、1機喪失。
6月19日　「マリアナ沖海戦」支援。グァム島より銀河1機・彗星2機とともに42機で出撃。8機喪失。
6月21日　サイパン島より5個航空隊計22機でグァム島防空に出撃。6月25日まで航空戦が継続。
7月10日　解隊、第二〇一海軍航空隊に編入。
「あ号作戦」での予想外の喪失によって壊滅的な損失をこうむり、他の部隊とともに二〇一空に統合されてしまった。上田猛虎司令はサイパン島地上戦で戦死している。

## 主力機種
- 零式艦上戦闘機

## 歴代司令
- 上田猛虎 中佐：昭和18年6月1日 - 昭和19年7月10日解隊

## エピソード

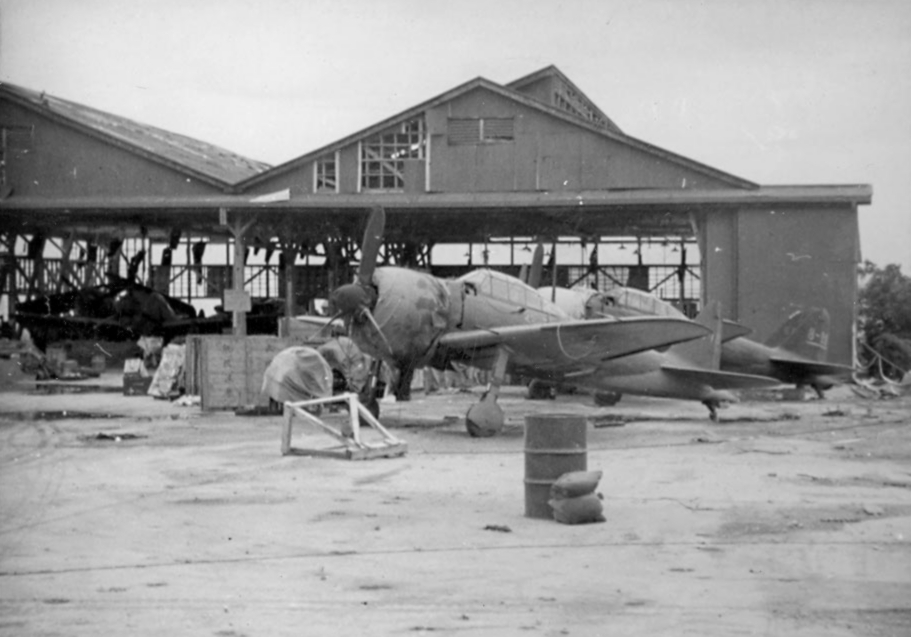
米軍が基地制圧後に撮影した本隊所属の零戦

1944年6月、同部隊が展開していたサイパン島の第一基地が急襲され、ほぼ無傷の零戦12機がアメリカ軍の手に渡った。これらの零戦は護衛空母コパヒーで本土に移送され、様々な性能試験が実施された。大戦終了後、機体は民間に払い下げられた。12機の内3機が現存しており、61-131号機が国立航空宇宙博物館、61-121号機がフライング・ヘリテージ・コレクション、61-120号機がプレーンズ・オブ・フェイム航空博物館に収蔵・展示されている。